# Europejska Nagroda Muzyczna MTV dla najlepszego wokalisty
Europejska Nagroda Muzyczna MTV dla najlepszego wokalisty – nagroda przyznawana przez redakcję MTV Europe podczas corocznego rozdania MTV Europe Music Awards. Nagrodę dla najlepszego wokalisty po raz pierwszy przyznano w 1994 r. O zwycięstwie decydują widzowie za pomocą głosowania internetowego i telefonicznego (smsowego).

## Zwycięzcy i nominowani

### 1994–1999
1994
- Bryan Adams
  - MC Solaar
  - Prince
  - Seal
  - Bruce Springsteen

1995
- Michael Jackson
  - Dr. Dre
  - Lenny Kravitz
  - Scatman John
  - Neil Young

1996
- George Michael
  - Bryan Adams
  - Beck
  - Nick Cave
  - Eros Ramazzotti

1997
- Jon Bon Jovi
  - Babyface
  - Beck
  - Michael Jackson
  - George Michael

1998
- Robbie Williams
  - Eagle-Eye Cherry
  - Puff Daddy
  - Ricky Martin
  - Will Smith

1999
- Will Smith
  - Ricky Martin
  - George Michael
  - Sasha
  - Robbie Williams

### 2000–2009
2000
- Ricky Martin
  - Eminem
  - Ronan Keating
  - Sisqó
  - Robbie Williams

2001
- Robbie Williams
  - Craig David
  - Eminem
  - Ricky Martin
  - Shaggy

2002
- Eminem
  - Enrique Iglesias
  - Lenny Kravitz
  - Nelly
  - Robbie Williams

2003
- Justin Timberlake
  - Craig David
  - Eminem
  - Sean Paul
  - Robbie Williams

2004
- Usher
  - Jay-Z
  - Nelly
  - Justin Timberlake
  - Robbie Williams

2005
- Robbie Williams
  - 50 Cent
  - Eminem
  - Moby
  - Snoop Dogg

2006
- Justin Timberlake
  - Sean Paul
  - Pharrell
  - Kanye West
  - Robbie Williams

2007
Nieprzyznana, zobacz: Europejska Nagroda Muzyczna MTV dla najlepszego solowego wykonawcy
2009
- Eminem
  - Jay-Z
  - Kanye West
  - Mika
  - Robbie Williams

### 2010–
2010
- Justin Bieber
  - Eminem
  - Enrique Iglesias
  - Kanye West
  - Usher

2011
- Justin Bieber
  - Bruno Mars
  - David Guetta
  - Eminem
  - Kanye West

2012
- Justin Bieber
  - Flo Rida
  - Jay Z
  - Kanye West
  - Pitbull

2013
- Justin Bieber
  - Eminem
  - Jay Z
  - Bruno Mars
  - Justin Timberlake

2014
- Justin Bieber
  - Ed Sheeran
  - Eminem
  - Justin Timberlake
  - Pharrell Williams

2015
- Justin Bieber
  - Jason Derulo
  - Ed Sheeran
  - Kanye West
  - Pharrell Williams

2016
- Shawn Mendes
  - Calvin Harris
  - Drake
  - Justin Bieber
  - The Weeknd